# James P. Buchanan

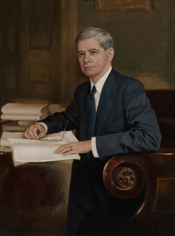
James P. Buchanan

James Paul Buchanan (* 30. April 1867 in Midway, Orangeburg County, South Carolina; † 22. Februar 1937 in Washington, D.C.) war ein US-amerikanischer Politiker. Zwischen 1913 und 1937 vertrat er den Bundesstaat Texas im US-Repräsentantenhaus.

## Werdegang
James Buchanan war ein Cousin des Kongressabgeordneten Edward W. Pou (1863–1934) aus North Carolina. Noch in seinem Geburtsjahr zog er mit seinen Eltern nach Chappell Hill in Texas, wo er später die öffentlichen Schulen besuchte. Nach einem anschließenden Jurastudium an der University of Texas in Austin und seiner 1889 erfolgten Zulassung als Rechtsanwalt begann er in diesem Beruf zu arbeiten. In den Jahren 1889 bis 1892 war Buchanan Friedensrichter im Washington County. Danach arbeitete er zwischen 1892 und 1906 in verschiedenen Bereichen als Staatsanwalt. Gleichzeitig schlug er als Mitglied der Demokratischen Partei eine politische Laufbahn ein. Von 1906 bis 1913 saß er als Abgeordneter im Repräsentantenhaus von Texas.
Nach dem Rücktritt des Abgeordneten Albert S. Burleson wurde Buchanan bei der fälligen Nachwahl für den zehnten Sitz von Texas als dessen Nachfolger in das US-Repräsentantenhaus in Washington gewählt, wo er am 15. April 1913 sein neues Mandat antrat. Nach zwölf Wiederwahlen konnte er bis zu seinem Tod am 22. Februar 1937 im Kongress verbleiben. Von 1933 bis 1939 war er Vorsitzender des Bewilligungsausschusses. In Buchanans Zeit als Kongressabgeordneter fiel unter anderem der Erste Weltkrieg. Seit 1933 wurden viele der New-Deal-Gesetze der Bundesregierung unter Präsident Franklin D. Roosevelt im Kongress verabschiedet. Zwischen 1913 und 1933 wurden der 16., der 17., der 18., der 19., der 20. und der 21. Verfassungszusatz ratifiziert.
Nach Buchanans Tod wurde der spätere Präsident Lyndon B. Johnson als sein Nachfolger in den Kongress gewählt.
Nach ihm ist der Lake Buchanan in Texas benannt.